# Джей, Энтони
Сэр Энтони Руперт Джей (англ. Sir Antony Rupert Jay; 20 апреля 1930, Лондон — 21 августа 2016) — британский сценарист, писатель и продюсер, наиболее известен как соавтор сатирического сериала «Да, господин министр» и его продолжения «Да, господин премьер-министр».

## Биография
Родился в Лондоне в семье актёра Эрнеста Джея и его жены Кэтрин (в девичестве Хей). Он окончил школу святого Павла в Лондоне, затем с отличием — Колледж Магдалены Кембриджского университета, где изучал классическую и сравнительную филологию. В студенческие годы был редактором журнала колледжа. В 2001 году Джею было присвоено звание почётного члена Колледжа Магдалены.
В 1952—1954 годах служил в Королевском корпусе связи, дослужился до звания второго лейтенанта. В 1955 году он устроился работать на Би-би-си, через два года стал помощником редактора выходившей по будням телепередачи «Сегодня ночью», в которой в неформальном стиле подавались новости и разбор текущих событий. В 1959 году становится помощником продюсера, в 1959—1960 годах — продюсером, в 1960—1962 годах — ассоциированным продюсером, в 1962—1963 годах — редактором, в 1963—1964 годах — главой отдела ток-шоу Би-би-си.
В 1964 году покинул Би-би-си, чтобы заниматься своими проектами. Он был сценаристом в известном сатирическом шоу That Was the Week That Was, ведущим которого был Дэвид Фрост. С Фростом сотрудничал и в других его программах — The Frost Programme (1966—1967, 1973), Frost on Friday (1968) и Frost on Saturday (1968—1969). Работал над документальными фильмами о британской королевской семье и королеве Елизавете, за что получил звание командора Королевского Викторианского ордена. Также Джей работал редактором телепередачи «Премьер о премьерах», в которой Гарольд Вильсон давал оценки работе 12 своих предшественников. В 1972 году совместно с комиком Джоном Клизом и рядом других деятелей телевидения создал компанию Video Arts, преимущественно занимавшуюся выпуском обучающих видеофильмов. В 1989 году Джей и Клиз продали компанию её менеджерам.
Через Video Arts он познакомился со своим будущим соавтором Джонатаном Линном. Вместе они писали сценарии обучающих фильмов по бизнесу, подавая материал в юмористической форме. Со временем Джей и Линн придумали сатирический телесериал на тему британской политики, который предложили Би-би-си в конце 1970-х. Компания заказала первый сезон сериала «Да, господин министр», однако его показ был отложен до 1980 года из-за всеобщих выборов 1979 года. В итоге сериал оказался весьма успешным, он демонстрировался почти в 50 странах мира, был адаптирован для радиопостановок и поставлен в театре. Сериал получил три премии BAFTA как лучшая комедийная телепередача, а в 1988 году Джей и Линн разделили премию сценаристов BAFTA. Премьер-министр Маргарет Тетчер называла себя поклонницей сериала. В 1988 году, вскоре после закрытия сериала, он был произведён в рыцари.

В 2000-е годы выступал с резкой критикой своих бывших работодателей, Би-би-си. В 2007 году он обвинил Би-би-си и ряд ведущих средств массовой информации Великобритании, таких как Гардиан, в деструктивной зашоренности:
Мы были не просто против Макмиллана. Мы были против промышленности, против капитализма, против рекламы, против продаж, против прибыли, против патриотизма, против монархии, против Империи, против полиции, против армии, против бомбы, против авторитетов. Мы были против почти всего, что делает мир более свободным, безопасным и процветающим местом.
В 2008 году он опубликовал вызвавшую много споров статью «Как спасти Би-би-си», в которой назвал корпорацию «раздутой, предвзятой и скрипучей» и призвал к отмене налога на содержание Би-Би-Си и сокращению компании до одного канала.

## Личная жизнь
В 1957 году Энтони Джей женился на Розмари Джилл Уоткинс. У них было два сына и две дочери.